# Brezovica (Gornji Milanovac)
Pour les articles homonymes, voir Brezovica.
Brezovica (en serbe cyrillique : Брезовица) est un village de Serbie situé dans la municipalité de Gornji Milanovac, district de Moravica. Au recensement de 2011, il comptait 97 habitants.

## Démographie
| 1948 | 1953 | 1961 | 1971 | 1981 | 1991 | 2002 | 2011 |
| ---- | ---- | ---- | ---- | ---- | ---- | ---- | ---- |
| 258  | 231  | 226  | 191  | 158  | 144  | 126  | 97   |

|  |